# Kapelle Maria Einsiedeln (St. Gallen)

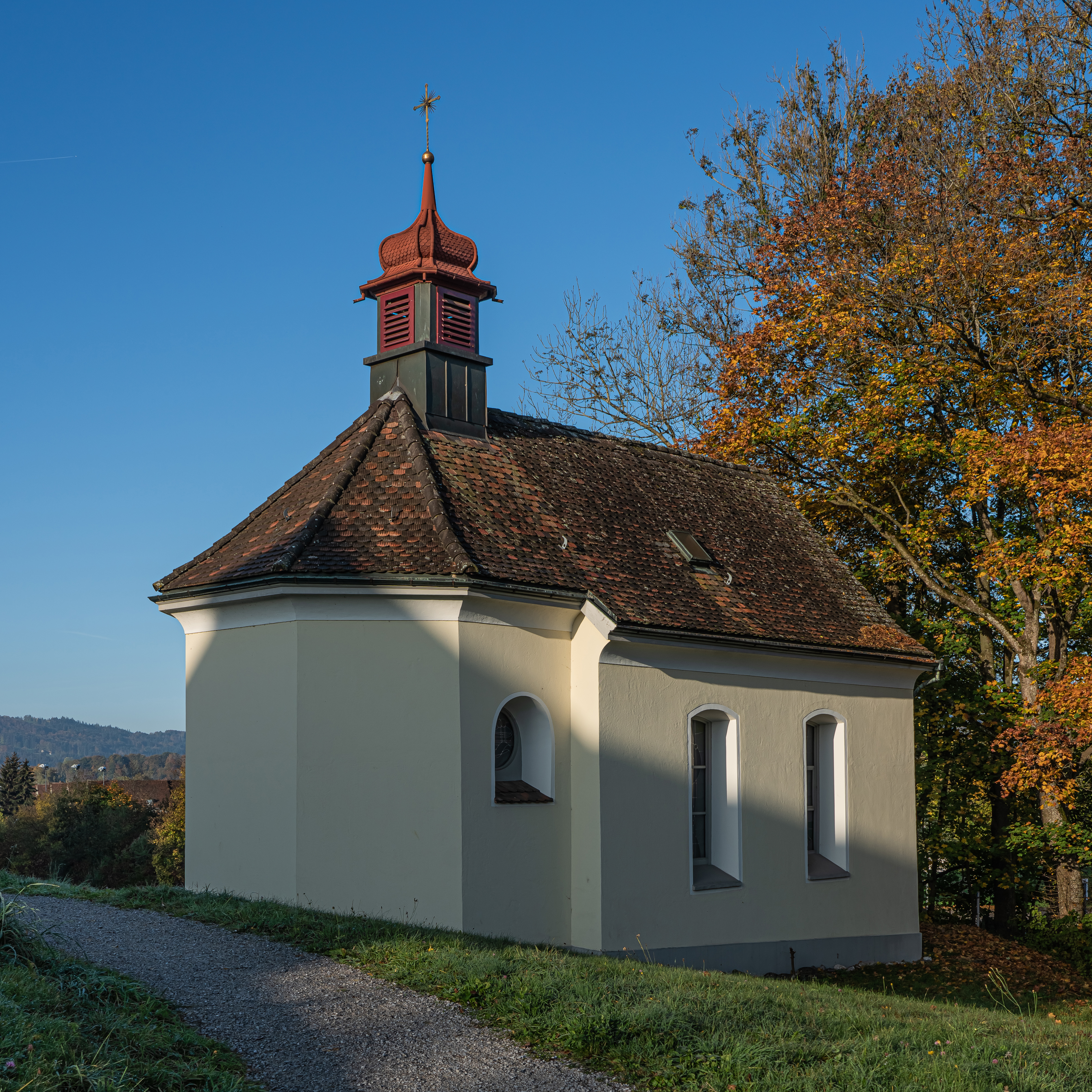
Die Kapelle Maria Einsiedeln

Die Kapelle Maria Einsiedeln ist eine Kapelle im Stadtteil Schönenwegen der Stadt St. Gallen. Sie stammt aus dem Jahr 1770.

## Geschichte
In der damaligen Gemeinde Straubenzell stand auf einer Erhebung in Schönenwegen ein Wegkreuz, das von der Gemeinde unterhalten wurde. An dessen Stelle liess 1680 ein Hauptman Joh. Boppart, «Bei St. Wolfgang geheissen», eine steinernen Bildstock errichten. Dieser Bildstock barg eine Vespergruppe. Innen und aussen war er mit dem Wappen des Stifters versehen. Daneben befand sich aussen noch eine Darstellung Christi mit der Samariterin am Jakobsbrunnen. Dieses Bild verhalf dem kleinen Heiligtum zum volkstümlichen Namen Jakobskapelle. 
Durch den Offizial P. Iso Walser wurde der Bildstock durch eine echte Kapelle ersetzt. Der Grundstein dafür wurde am 2. Juli 1770 gelegt. Als leitender Baumeister wurde Johann Ferdinand Beer eingesetzt. Die Benediktion erfolgte am 7. September und die Konsekration am 29. September 1770. Sie wurde der Muttergottes von Einsiedeln, St. Anna und St. Elisabeth gewidmet.

## Gebäude

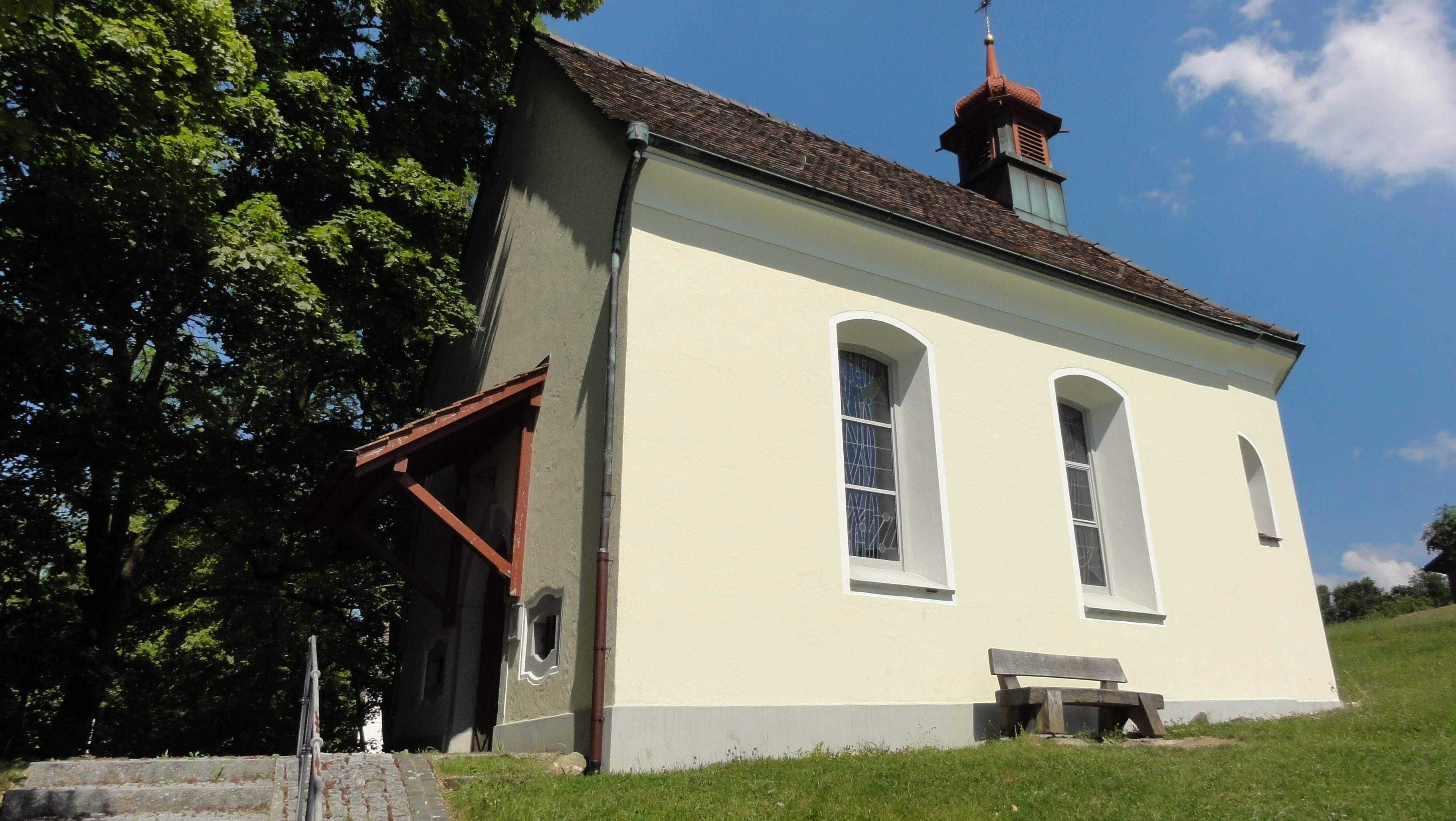
Eingang und Südwest-Fassade der Kapelle

Die nach Südosten gerichtete Kapelle besitzt ein rechteckiges Schiff an das ein eingezogener dreiseitig geschlossener Chor anschliesst. Es ist eine stichbogige Gipsdecke eingezogen, die im Schiff zwei Paar Stichbogenkappen besitzt. Die Stichbogenkappen im Schiff stehen über den insgesamt vier Stichbogenfenstern. Der Chor ist fensterlos. In der Westfront befinden sich zwei medaillonförmige Gebetsfenster, die sich neben dem rundbogigen Eingangsportal befinden. Es gibt kein Vordach. Der Dachfirst ist durchgängig und das Walmdach ist über dem Chor abgewalmt. Auf dem Dach über dem Chor befindet sich ein viereckiger Dachreiter mit Zwiebelhaube.

## Inneneinrichtung
Von der Originaleinrichtung von 1770 ist noch die Statue auf dem Altar erhalten. Es handelt sich um eine Kopie des Einsiedler Gnadenbildes mit einer Höhe von 117 Zentimetern. Geschnitzt wurde sie von Bruder Gabriel Loser. Das Christuskind hält wie das Original in der linken Hand die Taube, doch sind die Fleischteile nicht geschwärzt. Ebenso trägt die Statue kein Gewand.
Die Glocke mit einem Durchmesser von 42,5 Zentimetern, trägt die Inschrift «CRUX AVE SPES UNICA SUB TUUM PRESIDIUM CONFUGIMUS - JOHANN LEONHARD ROSENLECHER HAT MICH ZU EHR GOTTES GEGOSSEN ZU KONSTANZ 1770». Als Bilder trägt sie die Muttergottes von Einsiedeln, die heilige Familie und eine Kreuzigungsgruppe.